# 빅뱅의 솔로 콘서트 투어 목록
다음은 대한민국 남성 가수 그룹 빅뱅의 솔로 콘서트 투어 목록이다.

## 태양

### TAEYANG HOT CONCERT
《TAEYANG HOT CONCERT》는 태양의 첫 콘서트 투어로 이 투어는 그의 첫번째 솔로 앨범 〈Hot〉 발표 이후 개최되었다.

#### 스페셜 게스트
- 엄정화
- 마이티 마우스
- 빅뱅

#### 투어 일정
| 날짜            | 도시 | 국가     | 장소      | 관객 수      |
| --------------- | ---- | -------- | --------- | ------------ |
| 2008년 7월 20일 | 서울 | 대한민국 | 멜론 AX홀 | 통산 4,000명 |
| 2008년 7월 21일 | 서울 | 대한민국 | 멜론 AX홀 | 통산 4,000명 |

### TAEYANG SOLAR CONCERT
《TAEYANG SOLAR CONCERT》는 태양의 두번째 콘서트 투어로 이 투어는 그의 첫번째 솔로 앨범 〈Solar〉 발표 이후 개최되었다. 콘서트 첫 날인 12월 25일에는 전연령층이 관람할 수 있는 콘서트를 열었던 태양은 다음 날 26일 콘서트는 아이돌 가수로는 이례적인 '18세 이상 관람가'로 등급을 정해 시작 전부터 화제를 모았다.

#### 스페셜 게스트
- 2NE1
- 아이유[5]

#### 투어 일정
| 날짜            | 도시 | 국가     | 장소                   | 관객 수      |
| --------------- | ---- | -------- | ---------------------- | ------------ |
| 2010년 9월 25일 | 서울 | 대한민국 | 경희대학교 평화의 전당 | 통산 9,000명 |
| 2010년 9월 26일 | 서울 | 대한민국 | 경희대학교 평화의 전당 | 통산 9,000명 |

### 기타 참여
- 2008년 7월 13일 엄정화 콘서트 엄정화와 함께하는 워커힐 수영장 콘서트 - 게스트
- 2008년 8월 7일 알리샤 키스 내한공연 - 오프닝 게스트
- 2009년 11월 22일 제10회 농심 사랑 나눔 콘서트
- 2009년 12월 5~6일 지드래곤 콘서트 SHINE A LIGHT - 게스트
- 2010년 4월 1일 브라이언 맥나잇 내한공연 - 오프닝 게스트
- 2010년 5월 23일 거미 단독 콘서트 소울 - 게스트
- 2010년 8월 29일 제2회 인천 한류 콘서트
- 2010년 9월 1일 MBC 경기인천지사 창립축하쇼
- 2010년 10월 9일 서울 소울 페스티벌
- 2011년 8월 5일 도요타 슈퍼트렉스 콘서트
- 2011년 8월 26일, 27일 2NE1 콘서트 1st Live Concert - NOLZA - 게스트
- 2011년 9월 24~25일 2NE1 콘서트 NOLZA in Japan 고베 공연 - 게스트
- 2011년 10월 28일 2011 K-POP 슈퍼 콘서트 - 게스트
- 2013년 4월 6일, 20~21일, 27~29일, 5월 9~10일, 6월 22일 지드래곤 콘서트 G-Dragon 2013 World Tour "One of a Kind" - 게스트

## 같이 보기
- 빅뱅
- 빅뱅의 음반 목록
- 빅뱅의 음반 외 활동 목록
- 빅뱅의 콘서트 투어 목록